# Klaus-Günter Collatz
Klaus-Günter Collatz (* 25. April 1942 in Berlin; † 6. November 2021) war ein deutscher Zoologe, insbesondere Tierphysiologe, und Professor der Universität Freiburg im Breisgau.

## Leben und Werk
Klaus-Günter Collatz promovierte 1968 in Berlin. Er habilitierte sich 1975 an der Universität Freiburg im Breisgau und wurde dort 1980 zum Professor ernannt. Seine Hauptforschungsgebiete waren die vergleichende Stoffwechselphysiologie von Arthropoden, die vergleichende Biologie des Alterns und das Altern von Insekten. Klaus-Günter Collatz wurde im September 2007 an der Universität Freiburg emeritiert.
Wichtige Publikationen von Klaus-Günter Collatz sind Stoffwechselphysiologie der Tiere (Herder, 1979) sowie als Herausgeber und Artikelautor Insect Aging (Springer, 1986). Er verfasste zahlreiche Artikel im Lexikon der Biologie (Herder, Spektrum 1983–1995), im Lexikon der Biochemie und Molekularbiologie (Herder, Spektrum, 1991–1996) und im Kompendium der Gerontologie (Ecomed, 1994–1996). Er verfasste zahlreiche Aufsätze im Journal of Comparative Physiology, im Journal of Comparative Biochemistry and Physiology und im Journal of Experimental Gerontology und anderen Fachzeitschriften.
Klaus-Günter Collatz war an der Erstellung der Sendungen und des Studienmaterials für das Funk-Kolleg Biologie: Systeme des Lebendigen von 1976 beteiligt. Er fungierte neben dem Geobotaniker Arno Bogenrieder, dem Molekularbiologen Hans Kössel und dem Zoologen Günther Osche als einer von vier Fachberatern bei der Herausgabe des bereits oben genannten 10-bändigen Lexikon der Biologie (1983–1995) aus dem Herder Verlag.